# Оаценайм
Оацена́йм (фр. Hohatzenheim) — колишній муніципалітет у Франції, у регіоні Гранд-Ест, департамент Нижній Рейн. Населення — 206 осіб (2011).
Муніципалітет був розташований на відстані близько 390 км на схід від Парижа, 18 км на північний захід від Страсбура.

## Історія
До 2015 року муніципалітет перебував у складі регіону Ельзас. Від 1 січня 2016 року належав до нового об'єднаного регіону Гранд-Ест.
1 січня 2016 року Оаценайм, Женсайм, Міттелозен i Вінгерсайм було об'єднано в новий муніципалітет Вінгерсайм-ле-Катр-Бан.

## Демографія
Динаміка населення (INSEE ):
Розподіл населення за віком та статтю (2006):
| Стать | Всього | До 15 років | 15-24 | 25-44 | 45-64 | 65-85 | Понад 85 |
| --- | ------ | ----------- | ----- | ----- | ----- | ----- | -------- |
| Чоловіки | 124    | 32          | 24    | 24    | 20    | 24    | 0        |
| Жінки | 96     | 16          | 4     | 32    | 24    | 20    | 0        |
| \| Статево-вікова піраміда \| Статево-вікова піраміда \| Статево-вікова піраміда \| \| ----------------------- \| ----------------------- \| ----------------------- \| \| Чоловіки \| Вік \| Жінки \| \| 0 \| 85 + \| 0 \| \| 4 \| 80-84 \| 12 \| \| 0 \| 75-79 \| 4 \| \| 12 \| 70-74 \| 0 \| \| 8 \| 65-69 \| 4 \| \| 8 \| 60-64 \| 8 \| \| 4 \| 55-59 \| 4 \| \| 8 \| 50-54 \| 8 \| \| 0 \| 45-49 \| 4 \| \| 4 \| 40-44 \| 16 \| \| 16 \| 35-39 \| 12 \| \| 0 \| 30-34 \| 4 \| \| 4 \| 25-29 \| 0 \| \| 4 \| 20-24 \| 0 \| \| 20 \| 15-20 \| 4 \| \| 16 \| 10-14 \| 12 \| \| 12 \| 5-9 \| 4 \| \| 4 \| 0-4 \| 0 \| |        |             |       |       |       |       |          |
| Статево-вікова піраміда |        |             |       |       |       |       |          |
| Чоловіки | Вік    | Жінки       |       |       |       |       |          |
| 0 | 85 +   | 0           |       |       |       |       |          |
| 4 | 80-84  | 12          |       |       |       |       |          |
| 0 | 75-79  | 4           |       |       |       |       |          |
| 12 | 70-74  | 0           |       |       |       |       |          |
| 8 | 65-69  | 4           |       |       |       |       |          |
| 8 | 60-64  | 8           |       |       |       |       |          |
| 4 | 55-59  | 4           |       |       |       |       |          |
| 8 | 50-54  | 8           |       |       |       |       |          |
| 0 | 45-49  | 4           |       |       |       |       |          |
| 4 | 40-44  | 16          |       |       |       |       |          |
| 16 | 35-39  | 12          |       |       |       |       |          |
| 0 | 30-34  | 4           |       |       |       |       |          |
| 4 | 25-29  | 0           |       |       |       |       |          |
| 4 | 20-24  | 0           |       |       |       |       |          |
| 20 | 15-20  | 4           |       |       |       |       |          |
| 16 | 10-14  | 12          |       |       |       |       |          |
| 12 | 5-9    | 4           |       |       |       |       |          |
| 4 | 0-4    | 0           |       |       |       |       |          |

## Економіка
2010 року серед 139 осіб працездатного віку (15—64 років) 105 були активними, 34 — неактивними (показник активності 75,5%, у 1999 році було 70,0%). З 105 активних мешканців працювало 96 осіб (54 чоловіки та 42 жінки), безробітними було 9 (5 чоловіків та 4 жінки). Серед 34 неактивних 14 осіб було учнями чи студентами, 13 — пенсіонерами, 7 були неактивними з інших причин.

У 2010 році в муніципалітеті числилось 72 оподатковані домогосподарства, у яких проживали 199,0 особи, медіана доходів виносила 25 053 євро на одного особоспоживача